# Hans von Kirchbach
Rudolf Bodo Hans von Kirchbach (Auerbach, 22. lipnja 1849. – Dresden, 23. srpnja 1928.) je bio njemački general i vojni zapovjednik. Tijekom Prvog svjetskog rata zapovijedao je s XII. pričuvnim korpusom i Armijskim odjelom D na Zapadnom i Istočnom bojištu.

## Vojna karijera
Hans von Kirchbach rođen je 22. lipnja 1849. u Auerbachu u saskoj plemićkoj obitelji. Sin je Carla von Kirchbacha i njegove druge žene Josephine von Bodenhausen. Nakon završetka privatne škole u Auerbachu, kao kadet 1863. godine upisuje se u Kraljevsku topničku školu u Dresdenu. Godine 1866. sudjeluje u Austrijsko-pruskom ratu u kojem dobiva čin poručnika. Nakon služenja u 1. kraljevskoj saskoj topničkoj pukovniji, sudjeluje u Prusko-francuskom ratu u kojem je odlikovan Željeznim križem. Nakon toga služi u raznim jedinicama saske vojske kao i u saskom ministarstvu rata. 
Kirchbach je čin pukovnika dostigao 1895. godine, general bojnikom je postao 1898. godine, dok je 1904. godine promaknut u čin general poručnika kada dobiva zapovjedništvo nad 32. pješačkom divizijom smještenom u Bautzenu. U studenom 1907. unaprijeđen je u generala topništva, te istodobno postaje zapovjednikom XIX. korpusa sa sjedištem u Leipzigu. Navedenu dužnost obavlja do studenog 1913. kada se umirovljuje.

## Prvi svjetski rat
Na početku Prvog svjetskog rata Kirchbach je reaktiviran, te postaje zapovjednikom XII. pričuvnog korpusa kojim će zapovijedati većim dijelom rata. Navedeni korpus se na početku rata nalazio u sastavu 3. armije pod zapovjedništvom Maxa von Hausena u okviru koje Kirchbach sudjeluje u Prvoj bitci na Marni. Tijekom 1915. Kirchbach sudjeluje u Prvoj bitci u Champagni, dok tijekom 1916. zapovijedajući XII. pričuvnim korpusom sudjeluje u Bitci na Sommi i nakon toga u Trećoj bitci kod Ypresa. Za zasluge u zapovijedanju 11. kolovoza 1916. odlikovan je ordenom Pour le Mérite. 
U prosincu 1917. Kirchbach je premješten na Istočno bojište gdje postaje zapovjednikom Armijskog odjela D zamijenivši na tom mjestu svog rođaka Günthera von Kirchbacha. U siječnju 1918. promaknut je u čin general pukovnika s kojim činom i dočekuje kraj Prvog svjetskog rata.

## Poslije rata
Nakon rata Kirchbach se nakon 52 godine vojne službe ponovno umirovio. Mirno je živio u Dresdenu gdje je 23. srpnja 1928. godine i preminuo u 79. godini života. Bio je oženjen s Margarethom von Pawel-Rammingen s kojom je imao jednog sina i jednu kćer.

## Vanjske poveznice
(eng.) Hans von Kirchbach na stranici Prussianmachine.com

(njem.) Hans von Kirchbach na stranici Deutschland14-18.de
| Prethodnik:           | Zapovjednik Armijskog odjela D Hans von Kirchbach | Nasljednik: |
| Günther von Kirchbach | Zapovjednik Armijskog odjela D Hans von Kirchbach | nitko       |